# Kurortnoje (Kaliningrad, Tschernjachowsk)
Kurortnoje (russisch Курортное, deutsch Groß Budlacken, litauisch Budlaukiai) ist ein Ort in der russischen Oblast Kaliningrad. Er gehört zur kommunalen Selbstverwaltungseinheit Stadtkreis Tschernjachowsk im Rajon Tschernjachowsk.

## Geographische Lage
Kurortnoje liegt etwa 23 Kilometer nordwestlich der Rajonstadt Tschernjachowsk (Insterburg) südöstlich der Verbindungsstraße von Dalneje (Groß Schirrau) nach Meschduretschje (Norkitten) und ist über eine Stichstraße von Jelniki (Weidlacken) aus zu erreichen. Eine Bahnanbindung besteht nicht.

## Geschichte
Das bis 1946 Groß Budlacken  genannte Dorf bestand vor dem Zweiten Weltkrieg aus drei großen Höfen. Bereits im Jahre 1673 wurde es als Schatulldorf gegründet. Zwischen 1874 und 1945 gehörte der Ort zum Amtsbezirk Weidlacken (heute russisch: Jelniki) im Kreis Wehlau im Regierungsbezirk Königsberg der preußischen Provinz Ostpreußen.
Das Dorf kam 1945 mit dem nördlichen Ostpreußen zur Sowjetunion. 1947 erhielt es die russische Bezeichnung Kurortnoje und wurde gleichzeitig dem Dorfsowjet Kamenski selski sowjet im Rajon Tschernjachowsk zugeordnet. Von 2008 bis 2015 gehörte Kurortnoje zur Landgemeinde Kamenskoje selskoje posselenije und seither zum Stadtkreis Tschernjachowsk.

### Einwohnerentwicklung
| Jahr | Einwohner |
| ---- | --------- |
| 1910 | 80        |
| 1933 | 69        |
| 1939 | 74        |
| 2002 | 20        |
| 2010 | 19        |

## Kirche
Aufgrund seiner mehrheitlich evangelischen Bevölkerung war Groß Budlacken bis 1945 in das Kirchspiel der Kirche Groß Schirrau (heute russisch: Dalneje) eingepfarrt. Es gehörte zum Kirchenkreis Wehlau (Snamensk) in der Kirchenprovinz Ostpreußen der Kirche der Altpreußischen Union. Heute liegt Kurortnoje im Einzugsgebiet der neu entstandenen evangelisch-lutherischen Gemeinde in Talpaki (Taplacken), einer Filialgemeinde der Auferstehungskirche in Kaliningrad (Königsberg) innerhalb der Propstei Kaliningrad der Evangelisch-lutherischen Kirche Europäisches Russland.